# Hubert Loutsch
Hubert Loutsch (* 6. November 1878 in Monnerich; † 24. Oktober 1946 in Brüssel) war ein luxemburgischer Politiker.
Hubert Loutsch war Anwalt. Am 6. November 1915 wurde er Staatsminister und Regierungspräsident sowie Außenminister von Luxemburg. Die Regierung Loutsch bestand ausschließlich aus Mitgliedern der Rechtspartei. Im luxemburgischen Parlament, der Chamber, waren die Politiker der Linken in der Mehrheit. Daraufhin ließ die Großherzogin Maria-Adelheid die Chamber am 23. Dezember 1915 kurzerhand auflösen. Aber auch in der neuen Chamber erreichte die Rechtspartei keine Mehrheit. Am 11. Januar 1916 verlor die Regierung Loutsch ein Vertrauensvotum und trat zurück. Sein Nachfolger wurde am 24. Februar 1916 Victor Thorn.
Von 1920 bis 1934 war Hubert Loutsch Präsident der Versicherungsgesellschaft La Luxembourgeoise. Von 1925 bis 1934 war Loutsch als Abgeordneter der „Union nationale indépendante“ Mitglied der Chamber.
| Personendaten    | Personendaten             |
| ---------------- | ------------------------- |
| NAME             | Loutsch, Hubert           |
| KURZBESCHREIBUNG | luxemburgischer Politiker |
| GEBURTSDATUM     | 6. November 1878          |
| GEBURTSORT       | Monnerich                 |
| STERBEDATUM      | 24. Oktober 1946          |
| STERBEORT        | Brüssel                   |